# 國民保健 (澳大利亞)
國民保健（英語：Medicare），成立於1984年2月1日，由澳大利亞民政服務部所營運的公共資助全民醫保計劃，是澳大利亞公民及永久居民獲得醫療保健服務的主要途徑。聯邦及州政府經營公共衛生設施，並且為合資格的病患者提供免費的醫療。初級衛生服務，如醫務診所，大多為私人擁有，但民眾仍可以有效國民保健卡付款，或先付現金然後到國民保健的辦事處申請回退。
根据互惠协议，来自爱尔兰、比利时、芬兰、荷兰、马耳他、挪威、瑞典、斯洛文尼亚、新西兰、意大利、英国等11个国家的国际游客可获得医疗必需的治疗补贴。

## 歷史
Medicare的前身Medibank由惠特蘭政府於1975年建立，在成立後的頭九個月招聘了3500名員工，在全國各地開了81個辦事處，並且為90％的國民派發了保健卡。
1976年，弗雷澤政府上場，政策有所改變，給醫生及醫院的回扣大幅減少。往後數年，差不多所有醫院都撤銷全民免費入院的服務。至1981年下旬，Medibank徹底解散，市場上只剩下私營的醫療保險。
1984年，工黨再度執政，霍克政府重新引入Medicare。